# Gławinica
Gławinica (bułg. Главиница) – miasto w północnej Bułgarii, w obwodzie Silistra, siedziba administracyjna gminy Gławinica.